# Stefan Jacobsson
Pour les articles homonymes, voir Jacobsson.
Stefan Jacobsson, né le 30 décembre 1982 à Donsö, est un homme politique suédois, leader du Parti des Suédois jusqu'à sa dissolution en mai 2015 et secrétaire général de l'Alliance pour la paix et la liberté depuis novembre 2015.
Stefan Jacobsson est connu pour ses idées néo-nazies depuis qu'il a 16 ans. En 2005, il est condamné pour un incident pendant une manifestation.